# Greta Hort
Greta Hort, ou Grethe Hjort, née le 25 mai 1903 à Copenhague et morte le 19 août 1967 à Risskov est une professeure de littérature danoise et anglaise. Ses recherches portent essentiellement sur la religion et sur la littérature australienne.

## Biographie
Grethe Hjort naît le 25 mars 1903 à Copenhague dans une famille d'intellectuels. Elle fait ses études à l'université de Copenhague, puis elle étudie au Newnham College à Cambridge où elle soutient sa thèse en 1931 sur le poème médiéval anglais Pierre le laboureur. Elle rejoint le Girton College grâce à une bourse de recherche Pfeiffer. Elle obtient la citoyenneté britannique et modifie son nom danois en Greta Hort. En 1938, Greta Hort est nommée directrice de l'University Women's College de l'Université de Melbourne. Ce poste est particulièrement difficile en raison du manque d'accès à l'éducation des femmes. Elle y donne également des cours de philosophie, traduit des livres et écrit des poèmes,. Elle est décrite comme excentrique, passionnante, innovante et s'intéressant à de nouveaux sujets.
Durant la Seconde Guerre Mondiale, elle s'investit en tant que présidente de la branche tchécoslovaque de la Croix-Rouge, où elle rencontre sa compagne, la géographe tchécoslovaque Julie Moschelesová. En 1946, une fois la guerre terminée, elle la suit en Tchécoslovaquie où elle se consacre essentiellement à l'écriture, l'étude des religions et de l'Ancien Testament,.
En 1957, après le décès de Julie Moschelesová, elle accepte la chaire de littérature anglaise à l'université d'Aarhus, au Danemark. « J'ai voyagé à travers le monde(...). Et j'étais de nouveau chez moi » écrit-elle dans son poème Frederiksborg Slot. Elle devient la première femme professeure d'anglais au Danemark.
Elle meurt chez elle d'une thrombose le 19 août 1967.

## Travaux

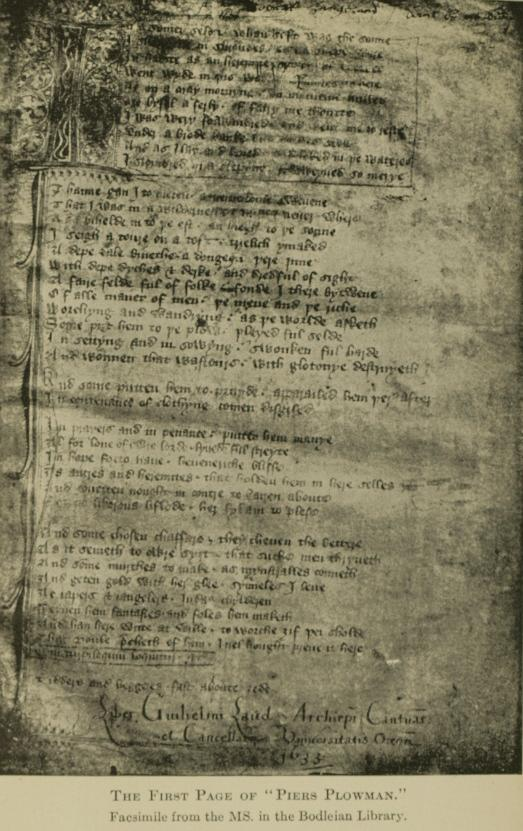
Première page du manuscrit de Pierre le laboureur.

Les publications de Greta Hort portent essentiellement sur la théologie. Deux de ses ouvrages sont d'importance pour l'Angleterre : Sense and Thought sur le mysticisme et Piers Plowman and Contemporary Religious Thought, sur Pierre le laboureur. Elle y mêle sa connaissance de la littérature médiévale avec celle de la théologie et de la philosophie.
Elle est une pionnière des études australiennes en Europe grâce à sa connaissance de la littérature, des ballades et des chants du bush australiens. Elle publie une anthologie de la littérature australienne destinée aux lycées danois.

## Publications
- (en) Greta Hort, Sense and thought, A Study in Mysticism, Londres, G. Allen & Unwin, 1936
- (en) Greta Hort et Susie I Tucker, Piers Plowman and contemporary religious thought, New York, London, Society for Promoting Christian Knowledge, 1938
- (en) Greta Hort, Two poems, Melbourne, Lothian Pub, 1945
- Greta Hort, The Plagues of Egypt, Zeitschrift fur Alt Testamentliche Wisenschaft, 1957
- Greta Hort, The Death of Quorah, Australian Biblical Review, décembre 1959
- Greta Hort, Mamre : essays in religion, Greenwood Press, 1970 (ISBN 0-8371-2591-X et 978-0-8371-2591-6, OCLC 118634, lire en ligne)
- Greta Hort et Aage Salling, An Australian anthology, Copenhage, Engelske forfattere for gymnasiet, 1966, 63 p.

## Hommages et distinctions
- Prix Gamble pour un essai sur The Cloud of Unknowing[2]
- Chevalier de l'ordre du Dannebrog en 1965[2]
- Tagea Brandt Rejselegat en 1965 pour son érudition exceptionnelle[2]
- Une bibliothèque de l'University College porte son nom depuis 1992[2]
- En 2012, est mise en place la bourse « Greta Hort Dannebrog », qui offre au public étudiant des bourses financées par le Greta Hort Scholarship Fund et la Dannebrog Foundation[3].